# Malária
A malária (régies nevén: váltóláz) az Anopheles szúnyog nőstényei által terjesztett paraziták által kiváltott betegség. A világon népbetegségnek számít, főleg trópusi vidékeken fordul elő. Évente kb. 350–500 millióan betegszenek meg, közülük több mint egymillióan meg is halnak. Afrikában a gyermekek negyede még öt éves kora előtt maláriában hal meg. A nagy halálozási arány fő okai: az erősödő gyógyszer-rezisztencia és a szúnyogok inszekticid-tűrőképességének javulása.
A betegséget négy különböző, a Plasmodium nembe tartozó parazita egysejtű okozhatja: a Plasmodium vivax, a Plasmodium ovale, a Plasmodium malariae és a Plasmodium falciparum. A betegség az utóbbi típusú fertőzés esetén a legsúlyosabb lefolyású.
Régen úgy gondolták, hogy kiváltó oka a mocsarak káros kigőzölgése (innen ered neve is: az olasz „mal aria” jelentése rossz levegő).
2025-ben Thaiföldön jelentősen csökkent prevalenciája: például Sisaket tartományban 2012–2023 közt több mint 1000-ről 2-re csökkent a maláriás esetek száma jelentős újbóli kitörés nélkül.

## Származása, elterjedése
A Plasmodiumok az Óvilágban fejlődtek ki, és ott is terjedtek el főként a trópusi és a meleg mérsékelt égöv vízjárta, illetve mocsaras részein. A betegség az Árpád-korban Magyarországon is nagyon gyakori volt. Az éghajlat kedvezőtlen változása (lehűlése, az ún. kis jégkorszak) némileg visszaszorította, majd a mocsarak lecsapolása végleg kiirtotta a Kárpát-medencében a kórokozókat. A globális felmelegedés hatására a 2000-es évek elején a maláriaszúnyogok szórványosan újra megjelentek az Alföld déli részén.
Az Újvilágba a spanyol hódítók hurcolták be, és ott ismerkedtek meg hosszú ideig leghatásosabb ellenszerével, a kínafa kérgéből főzött kininnel.

### Mai előfordulása
A gyógyszereknek és a szúnyogriasztóknak köszönhetően a fejlett országokban a maláriás megbetegedés igen ritka, de a trópusokon továbbra is gyakori (az esetek 80-85%-a Afrika egyenlítői vidékein fordul elő, a többi leginkább Délkelet-Ázsiában és Latin-Amerikában). Az innen érkező látogatók vagy hazatérő utazók azonban behurcolhatják a fertőzést, és kisebb járványokat okozhatnak. A fertőzés átvihető beteg egyén által használt injekciós tű vagy fertőzött vér átömlesztése útján is.

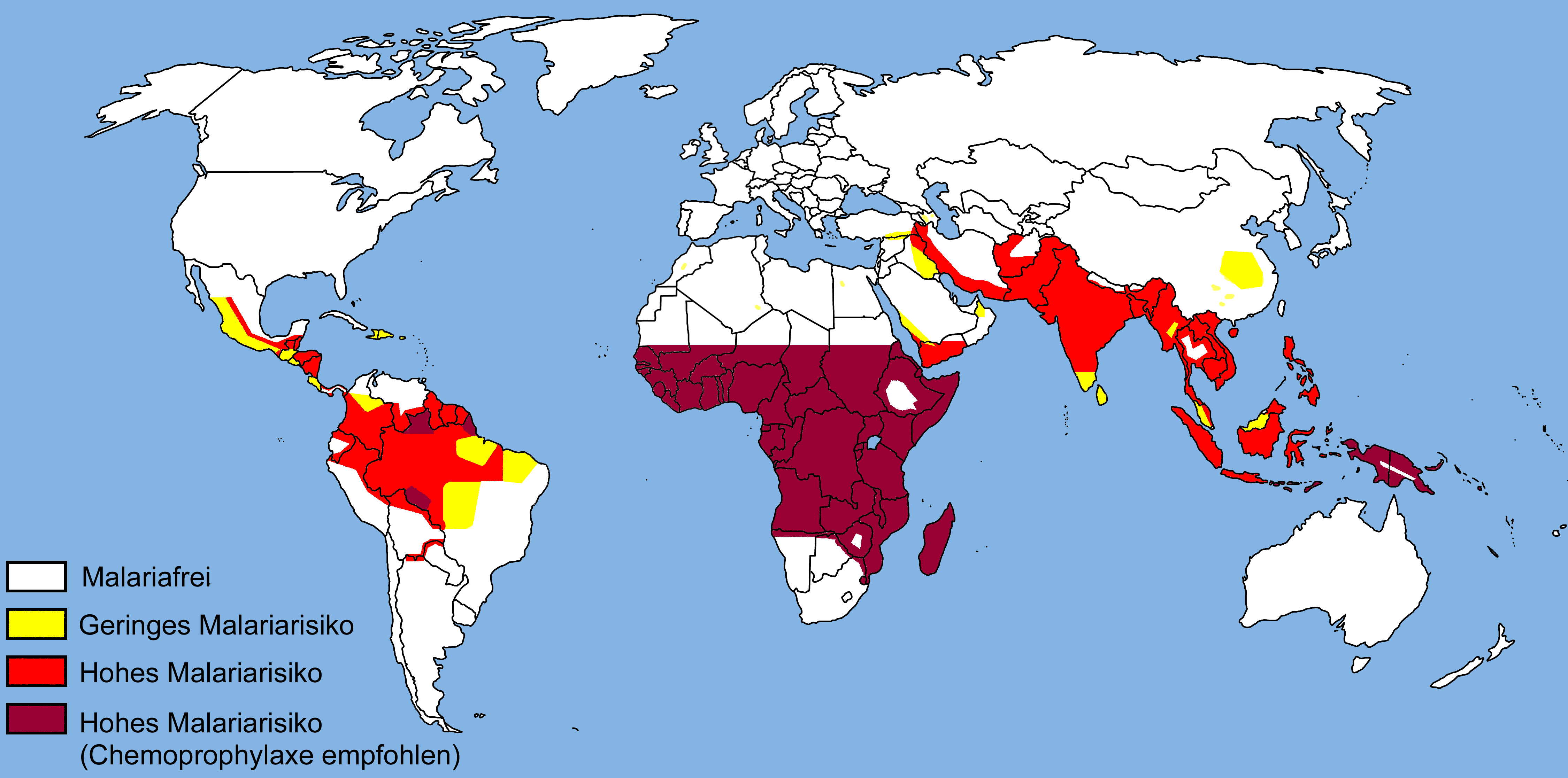
Maláriaveszélyes területek
Jelmagyarázat – fehér: mentes, sárga: ritka, piros: nagy kockázat, bordó: nagy kockázat, megelőzés ajánlott

## A fertőzés folyamata
Ha egy nőstény Anopheles szúnyog maláriás embert csíp meg, a felszívott vérrel együtt kórokozók jutnak a szervezetébe. A felszívott sejtek (melozoid sejtek) először egy ivaros szaporodási folyamaton mennek át (gametogónia), mely során mikro- és makrogaméták keletkeznek. Ezek egyesülésével zigóta (ookinéta) keletkezik, mely a nyálmirigyekbe kerül, ahol betokozódik, és ivartalan folyamat során osztódik (sporogónia). Mivel csípéskor a szúnyogok nemcsak vért szívnak ki áldozatuk testéből, hanem nyálukat is befecskendezik, ezért a következő csípéssel a parazitákat a másik emberbe juttatják. Itt a kórokozók a vérárammal a májba jutnak és szaporodni kezdenek (schizogónia). A májsejteket megfertőzik és elpusztítják. Az átlagosan 2-4 hétig tartó érési folyamatot követően a kórokozók a májat elhagyják, és újra a véráramba kerülve elárasztják a beteg vörösvérsejtjeit. Itt tovább szaporodnak (melozoid sejtek keletkeznek) és a fertőzött sejteket szétrepesztik. A Plasmodium falciparum okozta malária esetén a vörösvérsejtek nagyobb százaléka fertőződik meg, és nagyobb mennyiségű vörösvérsejt esik szét egyszerre, ez okozza ennek a típusnak a súlyosabb lefolyását. Szövődmények kialakulásának esélye is P. falciparum fertőződés esetén nagyobb. Az ember a parazita köztes gazdája, a szúnyog a végleges gazda.
Sarlósejtes vérszegénységben szenvedők rezisztensek a maláriára, mert a kórokozó nem képes a vörösvérsejtet megfertőzni. Ily módon ez az egyébként súlyosnak mondható betegség a maláriával fertőzött területeken növeli a túlélés esélyét, így evolúciós előnyt jelentett, ami gyakoriságának jelentős emelkedését eredményezte a helyi lakosság körében.

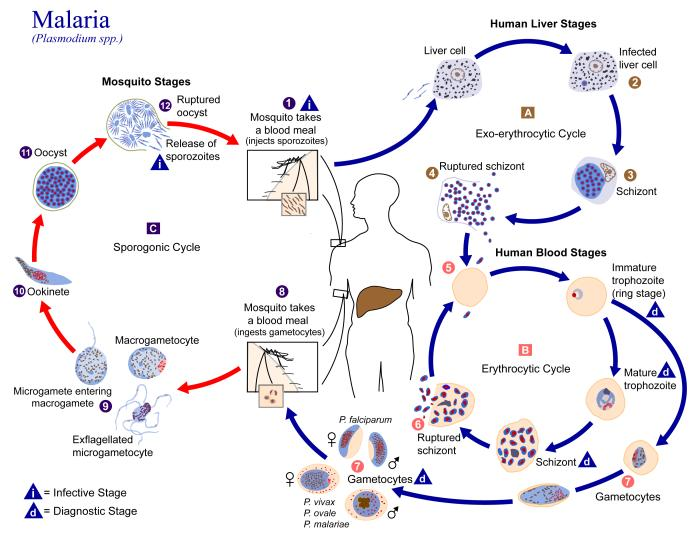
Plasmodium sp. életciklusa.

## Tünetei
A fertőző szúnyogcsípés után általában 10-35 nappal később jelennek meg a tünetek. A lappangási idő változó, de legalább 6 nap. Malaria tropica (P. falciparum) esetében 1-4 hét, malaria tertiana (P. vivax) és quartana (P. malariae) esetén akár több év is lehet. A malária fő tünete a láz, rendszerint (de nem feltétlenül) a típusos, hidegrázással járó lázroham elégtelen maláriaprofilaxis esetén.
| Plasmodium    | Lappangási idő                 | Maláriaforma     | Lázrohamok visszatérése        |
| ------------- | ------------------------------ | ---------------- | ------------------------------ |
| P. falciparum | 7–30 nap (90%) hosszabb (10%)* | Malaria tropica  | rendszertelen, akár folyamatos |
| P. malariae   | 16–50 nap                      | Malaria quartana | 72 óránként                    |
| P. ovale      | 12–18 nap hosszabb (10%)*      | Malaria tertiana | 48 óránként                    |
| P. vivax      | 12–18 nap hosszabb (10%)*      | Malaria tertiana | 48 óránként                    |

Kezdetben hőemelkedés, izomfájdalmak, fejfájás, hidegrázás, rossz közérzet a jellemző. Az első tünetek alapján – melyek 2-3 napig tartanak – gyakran influenzának vélik. A magas láz (41 °C körül) és a verejtékezés szabályos időközönkénti ismétlődése viszont már egyértelműen maláriára utal. A klasszikus tünetcsoportot egyéb panaszok kísérhetik, például fáradtság, fejfájás, szédülés, izom- és ízületi fájdalmak, esetleg száraz köhögés és gasztroenterális panaszok: híg – akár koleraszerű – széklet, étvágytalanság, hányinger, hányás, hasi görcsök. A malária gyanúja a nyilvánvaló más ok nélkül fellépő, visszatérő hidegrázás és lázrohamok esetén merül fel (különösen, ha a beteg az elmúlt egy évben maláriával fertőzött vidéken járt és a lépe megnagyobbodott).
A paraziták kimutatása a vérmintából megerősíti a diagnózist. Fontos, hogy meghatározzák a kórokozó plazmódium faját is, mivel a betegség várható lefolyása és lehetséges szövődményei a fajok szerint változnak.

## Kezelése
A kezelés a kórokozó típusán, valamint annak esetleges gyógyszerrezisztenciáján múlik. Hosszú időn keresztül az egyetlen terápiás szer a kínafa kérgéből nyert alkaloid, a kinin volt. Ez csak a vérben levő parazitákat képes elpusztítani, a test egyéb szöveteiben levőket nem. Használata mára visszaszorult. Napjainkban egy sor készítmény szolgál a malária gyógyítására. (Lásd ATC P01B.) Gyógynövényként az egynyári üröm (Artemisia annua) arthemisinin kivonatának felhasználásával készült artemether/lumefantrine (gyógyszerként Coartem vagy Riamet néven forgalmazzák) hatásos még ellene.
Szükséges a lázrohamok csillapítása, illetve az egyéb tünetek (például a betegség során gyakran jelentkező alacsony vércukorszint) kezelése.
A megelőzés lényege a maláriát terjesztő szúnyogok elleni védekezés. Azok számára, akik olyan országokba utaznak, ahol a betegség gyakori, javasolt szúnyogháló és szúnyogriasztó szerek használata. A fertőzés elkerülésére a gyógyszeres prevenciót kell alkalmazni.

## Oltásjelöltek
A Plasmodium a vérben retikulocita-kötő fehérje 5-öt (RH5) expresszál. Ez a legelőrehaladottabb oltásjelölt, az akkori endémiarégiókban jelentős tesztek folytak már vele. A P. falciparum-fertőzések Wang et al. 2024-es tanulmánya szerint erősíthetik az RH5-oltások hatásosságát ritka, de erős ártalmatlanító hatású antitestekkel, melyeket RH5-specifikus B-sejtek bocsátanak ki.